# Лайм, Дэвид
Дэвид Лайм (англ. David Lyme, наст. имя Жорди Кубино Бермехо (кат. Jorge Cubino Bermejo), род. 22 ноября 1966 года в Испании), также известен как Жорди Кубино — каталонский певец, автор песен и модель. Он один из исполнителей оперы «Valley Sound», которая стала популярной в Европе в 80-е годы. Он начинал как оперный певец, но потом случайно открыл для себя итало-диско.

## Карьера
В 1985 году Дэвид, под лейблом Max Music, выпускает свой первый сингл «Bambina», который стал таким успешным, что вскоре вышли ещё два его сингла: «Let’s Go To Sitges» и «Playboy», впоследствии записанные на его дебютном альбоме «Like a Star». Этот музыкальный альбом содержит восемь песен, включая две баллады, новую версию хита «Bambina», и такие хорошие песни как «Bye Bye Mi Amor» и «I Don’t Wanna Lose You». Эти песни были популярны во многих странах Европы, а также в Японии и на Филиппинах.
В 1988 году он выпустил свой второй альбом «Lady», в который вошли песни «Never Say You Love Me» и «Lady». Его песни были, также, включены в сборники серии Max Mix: Max Mix 2 — «Let’s Go To Sitges», Max Mix 3 — «Bambina», Max Mix 4 — «Playboy», Max Mix 5 — «Bye Bye Mi Amor», «I Don’t Wanna Lose You», Max Mix 6 — «Never Say You Love Me».
В 1990 году Дэвид покинул Max Music и вошёл в лейбл Blanco Y Negro, конкурировавший с Max Music. Под этим лейблом он выпустил сингл «Perestroika», но он был менее успешным, чем его предыдущие синглы. Это стало концом его карьеры как певца.
Сейчас он имеет собственную студию звукозаписи, пишет музыку и продюсирует других артистов, а также пишет песни для телевизионной рекламы таких компаний как Coca-Cola и Chupa Chups. Сборник его синглов был выпущен Sony Music Entertainment в 2004 году.

## Дискография
Альбомы
- Like a Star (1986)
- Lady (1988)

Синглы
- «Bambina» (1985)
- «Let’s Go To Sitges» (1985)
- «Playboy» (1986)
- «I Don’t Wanna Lose You» (1986)
- «Bye Bye Mi Amor» (1987)
- «Never Say You Love Me» (1988)
- «Lady» (1988)
- «Perestroika» (1990)